# Medal Pelagii Majewskiej

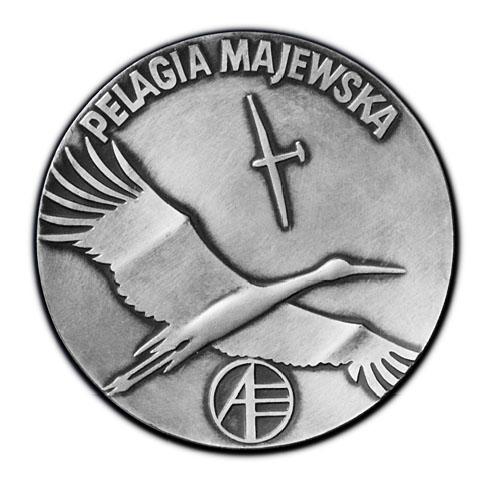
Awers Medalu Pelagii Majewskiej należącego do czeskiej szybowniczki Hany Zejdowej

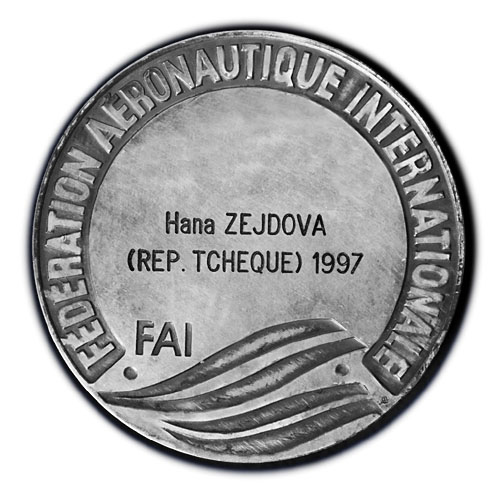
Rewers Medalu Pelagii Majewskiej należącego do czeskiej szybowniczki Hany Zejdowej

Medal Pelagii Majewskiej – najwyższe międzynarodowe wyróżnienie szybowcowe w kategorii kobiet.
W 1989 roku na wniosek Aeroklubu Polskiego, Konferencja Generalna FAI ustanowiła medal im. Pelagii Majewskiej. Jest on przyznawany za najwybitniejsze kobiece osiągnięcia szybowcowe lub za całokształt szybowcowej działalności.

## Laureatki
- 2024: nie przyznano
- 2023: Elizabeth (Liz) Sparrow (Wielka Brytania)[2]
- 2022: Marina Vigorito (Włochy)[3]
- 2021: nie przyznano
- 2020: nie przyznano
- 2019: nie przyznano
- 2018: nie przyznano
- 2017: nie przyznano
- 2016: Margherita Acquaderni Caraffini (Włochy)[4][5]
- 2015: Ritz De Luy (Holandia)[4]
- 2014: nie przyznano
- 2013: nie przyznano
- 2012: Maria Bolla (Węgry)[4]
- 2011: Gill Van Den Broeck (Belgia)[4]
- 2010: nie przyznano
- 2009: Beryl Hartley (Australia)[4]
- 2008: Doris F. Grove (USA)[4]
- 2007: Maksymiliana Czmiel-Paszyc (Polska)[4]
- 2006: Ghislaine Facon (Francja)[4]
- 2005: nie przyznano
- 2004: nie przyznano
- 2003: nie przyznano
- 2002: nie przyznano
- 2001: Carol Clifford (RPA)[4]
- 2000: Dr. Angelika Machinek (Niemcy)[4]
- 1999: nie przyznano
- 1998: nie przyznano
- 1997: Hana Zejdová(Czechosłowacja)[4]
- 1996: Bertha Ryan (USA)[4]
- 1995: Adele Mazzucchelli Orsi (Włochy)[4][5]
- 1994: Marie Kyzivátová (Czechosłowacja)[6]
- 1993: nie przyznano
- 1992: Georgette Litt-Gabriel (Belgia)[4]
- 1991: Gisela Weinreich (Niemcy)[4]

## Inne wyróżnienia szybowcowe
- Odznaka Szybowcowa
- Medal Tańskiego
- Medal Lilienthala